# Berit Wiacker
Berit Wiacker (Duisburg, 15 giugno 1982) è una bobbista tedesca.

## Biografia
Nata nella Renania Settentrionale-Vestfalia ha iniziato la sua carriera agonistica nell'atletica leggera dove si era specializzata nei 100 metri ostacoli.
Ha cominciato a gareggiare con il bob dal 2002. In carriera ha vinto due medaglie d'oro e una d'argento nella gara a squadre miste ai Mondiali.

## Palmarès

### Campionati Mondiali
- 3 medaglie:
  - 2 ori (squadre miste a Sankt Moritz 2007; squadre miste ad Altenberg 2008)
  - 1 argento (squadre miste a Lake Placid 2012)